# Medier i Island
Medier i Island utgörs främst av dagspress, TV, radio och Internet/webbplatser.
Den isländska mediemarknaden gick i början av 2000-talet gått igenom en stor omvandlingsprocess. Det har utvecklats ny teknik inom IT-sektorn (internet) även lanseringen av gratistidningar har förändrat mediekonsumtionen i landet även dess affärsmodeller som tidigare burit de traditionella medierna. Gränserna mellan olika branscher har sakta men säkert suddats ut då internet blivit den ledande plattformen för bild, ljud och text. På Island använder sig ca 93% av befolkningen internet dagligen, det gör att Island blir ett av de ledande länderna i hela världen när det kommer till internetanvändning. 

## Dagspressen
På Island finns det tre dagstidningar som når ut över hela landet, Fréttablaðið är den annonsfinansierade gratistidningen som är den mest lästa i landet och den skickade ner den traditionella Morgunblaðið till en andra plats. DV (Dagblaðið-Vísir) är den tidning som är tredje störst. 
Fréttablaðið är en daglig gratistidning som ges ut över hela landet. Den startades år 2001. De fick sin inspiration till att ges ut just som en gratistidning från den svenska tidningen Metro. Alla tidningar hävdar att de är oberoende, men Fréttablaðið anses stå nära den Socialdemokratiska alliansen och Morgunblaðið har länge stött det konservativa Självständighetspartiet. Tidningen Fréttablaðið ägs av 365 prentmiðlar (365 Skrivna medier) vilket är ett mediebolag som har ansvar för de skriva medierna runt om i landet. 
De är ett dotterbolag till 365 miðlar (365 medier) som är Islands största privatägda medieföretag. 365 medier har två dotterbolag, 365 ljósvakamiðlar som har hand om tv- och radiosändningarna i landet och 365 skrivna medier, som sagt innan, har hand om de skrivna medierna. Tidningen är integrerad i 365 mediers webbplats Vísir.is. Som är en av de mest besökta sidorna på Island.
Morgunblaðið grundades år 1913, och var länge Islands mest lästa tidning med en upplagetopp på cirka 56 000 exemplar år 2000. Efter det så har tidningen rasat väldigt mycket. Det har att göra med lanseringen av tidningen Fréttablaðið och att deras koncept med en gratistidning tog fart.
Utöver den dagliga pressen finns det också övrig dagspress, som består av ett tjugotal olika både regionala och lokala tidningar som de flesta ges ut cirka en gång i veckan.

## Television och radio
Televisionen är som sagt ägt av dotterbolaget till 365 medier, 365 ljósvakamiðlar. 365 medier är ett mediebolag som är privatägt. 
TV-sändningarna började dock 1966 och organiserades av det statsägda RÚV. De hade länge monopol på sändningarna och varje juli var en månad fri från television fram till 1983 och varje torsdag var det sändningsuppehåll fram till 1986. 
RÚV är ett public serviceföretag, de sänder dygnet runt på två radiokanaler och en tv-kanal över hela landet. Det de sänder är en blandning mellan samhälls- och kulturprogram, sport, nyheter barnprogram och dokumentärer. Det finns också möjlighet att se nyhetssändningar på isländskt teckenspråk. De statligt ägda kanalerna finansieras genom en viss skatt och reklam.
Efter 1986 upphörde monopolet som RÚV hade, och flera privata tv- och radiokanaler tillkom. Det är just mediekoncernen 365 medier som är den dominerande parten inom radion med den populära kanalen Bylgjan. De distribuerar även fem egna tv-kanaler samt ett femtiotal internationella kanaler.

## Yttrandefrihet
Island har yttrande- och pressfrihet. Alltså att man har rätt att kritisera styret och uttrycka sin åsikter och sprida information. I praktiken så menas det att myndigheterna inte har något makt att förhandscensurera något material som skrivs i media.
Parlamentet på Island valde att rösta för Icelandic Moderna Media Initiative (IMMI) 2010, de är ett initiativ för att stärka och utöka yttrandefriheten även källskyddet. Samt att kunna stifta tydliga lagar för de digitala medierna.
Island har fått 15.3 i rakning om pressfrihet, på en skala där 0 är bäst. 